# Dušan Hluzín
Mgr. Dušan Hluzín (* 21. prosince 1964) je český politik a podnikatel, od roku 2010 náměstek primátora města Přerova, člen TOP 09.

## Život
Vystudoval obor čeština - dějepis na Filozofické fakultě Univerzity Palackého v Olomouci (získal tak titul Mgr.).
Pracoval jako marketingový specialista a obchodní ředitel soukromých firem. Po roce 2000 začal sám podnikat.
Dušan Hluzín má dvě děti a žije v Přerově.

## Politické působení
Je členem TOP 09, v níž působí jako člen předsednictva krajské organizace TOP 09 v Olomouckém kraji.
Do politiky vstoupil, když byl v komunálních volbách v roce 2010 jako lídr kandidátky TOP 09 zvolen do Zastupitelstva města Přerova. V listopadu 2010 se stal náměstkem primátora pro oblast školství a sociálních věcí.
V krajských volbách v roce 2012 kandidoval jako člen TOP 09 za subjekt "TOP 09 a Starostové pro Olomoucký kraj" do Zastupitelstva Olomouckého kraje, ale neuspěl.
Pokoušel se také o zvolení poslancem v Olomouckém kraji ve volbách do Poslanecké sněmovny PČR v roce 2013 za TOP 09, ale opět neuspěl.
Ve volbách do Senátu PČR v roce 2014 kandidoval jako člen TOP 09 za koalici TOP 09 a STAN v obvodu č. 63 – Přerov. Jeho kandidaturu podporovala i ODS. Se ziskem 4,10 % hlasů však skončil na posledním 5. místě, a nepostoupil tak ani do kola druhého.